# Parabase
Parabase oder Parabasis (griechisch, Vorbeimarsch) bezeichnet die in der Komödie des antiken griechischen Theaters die gewöhnlich in der Mitte des Stückes eingeschaltete, außer Zusammenhang mit der Fabel desselben stehende Ansprache des Chors an das Publikum. Sie wurde von Platen in seinen satirischen Komödien („Der romantische Ödipus“ etc.) auch im deutschen Lustspiel des 19. Jahrhunderts nachgebildet.

## Verwendung in der „Alten Komödie“ des Aristophanes
Eine vollständige Parabase besteht aus zwei Teilen:
Teil 1 ist eine lange Rede des Chorführers im Auftrag des Dichters. Sie bringt das persönliche Anliegen des Dichters zum Ausdruck.
Teil 2 enthält die für die Antike Komödie typische epirrhematische Komposition. Hier ist der ganze Chor beteiligt, der mit einer Liedstrophe (Ode) die Dialogverse einleitet.
Darauf folgt das Epirrhema. Diese Komposition wiederholt sich in Antode und Antepirrhema. Die Parabase steht außerhalb der Handlung. Sie hat keinen festen Platz im Stück, sondern wird dort eingelegt, wo die Handlung eine solche Unterbrechung möglich macht.